# خاویر شالیه
خاویر شالیه (انگلیسی: Xavier Chalier؛ زادهٔ ۱۳ ژوئن ۱۹۷۴) بازیکن فوتبال اهل فرانسه است.
از باشگاه‌هایی که در آن بازی کرده‌است می‌توان به باشگاه فوتبال اوسر و باشگاه ورزشی آمیان اشاره کرد.